# جیم استرجس
جیمز آنتونی «جیم» استرجس (به انگلیسی: James Anthony "Jim" Sturgess، زادهٔ ۱۶ مه ۱۹۷۸) بازیگر، خواننده و ترانه‌سرای انگلیسی تبار است. 
وی با ایفای نقش «جود» در فیلم درام، رمانتیک و موزیکال از این‌سو تا آن‌سوی دنیا به شهرت رسید.

## فیلم‌شناسی
از فیلم‌ها یا برنامه‌های تلویزیونی که وی در آن نقش داشته‌است می‌توان به آثار زیر اشاره کرد.
| سال  | عنوان                         | نقش                                                                          | توضیحات |
| ---- | ----------------------------- | ---------------------------------------------------------------------------- | ------- |
| ۱۹۹۴ | نسخهٔ براونینگ                 | برایانت                                                                      |         |
| ۲۰۰۵ | دهان به دهان                  | رد                                                                           |         |
| ۲۰۰۷ | از این‌سو تا آن‌سوی دنیا        | جود فینی                                                                     |         |
| ۲۰۰۸ | دختر دیگر بولین               | جورج بولین                                                                   |         |
| ۲۰۰۸ | ۲۱                            | بن کمپل                                                                      |         |
| ۲۰۰۸ | پنجاه مُردهٔ متحرک              | مارتین مک‌گارتلند                                                             |         |
| ۲۰۰۹ | عبور از مرز                   | گاوین کوسف                                                                   |         |
| ۲۰۰۹ | بی‌روح                         | جیمی مورگان                                                                  |         |
| ۲۰۱۰ | راه بازگشت                    | یانوش ویشتک                                                                  |         |
| ۲۰۱۰ | افسانهٔ نگهبانان: جغدهای گاهول | سورن                                                                         | صداپیشه |
| ۲۰۱۰ | یک روز                        | دکستر می‌هیو                                                                  |         |
| ۲۰۱۲ | خاکستر                        | جیمز                                                                         |         |
| ۲۰۱۲ | اطلس ابر                      | ادم یوئینگ، مسافر فقیر هتل، پدر مگان، ساکن کوهستان، هه-جو چانگ، برادر زن ادم |         |
| ۲۰۱۲ | بهترین پیشنهاد                | رابرت                                                                        |         |
| ۲۰۱۳ | وارونه                        | ادم                                                                          |         |
| ۲۰۱۳ | لغزش الکتریکی                 | ادی دادسن                                                                    |         |
| ۲۰۱۴ | کفش بزرگ                      | نیت                                                                          |         |
| ۲۰۱۴ | سهم شیر                       | آرون فلچر                                                                    |         |
| ۲۰۱۴ | الایزا گریوز                  | هاروارد گراد                                                                 |         |
| ۲۰۱۴ | تیمارستان استون‌هیرست          | برد اندرسون                                                                  |         |
| ۲۰۱۸ | جی‌تی لروی                     |                                                                              |         |
| ۲۰۲۲ | تنها با هم                    |                                                                              |         |